# Regułka
Regułka – ciek w województwie mazowieckim, w powiecie pruszkowskim, prawy dopływ Utraty. Ciek nie jest wymieniany w oficjalnym wykazie wód płynących (Hydronimy cz. 1 ↓ ), ale jest zaznaczony na mapach Targeo czy UMP.
Źródło Regułki istniało na granicy dzielnicy Ursus i wsi Opacz-Kolonia, uchodzi do Utraty w Pruszkowie (za stadionem KS Znicz Pruszków). Ciek zatracił charakter rzeki i od lat 60. XX wieku nazywany jest Kanałem U1. Ma długość ok. 8 km a ostatni odcinek jest zakryty. Niesie wody zanieczyszczane przez prywatne zakłady przemysłowe i kanalizację burzową w Ursusie, Gminie Michałowice i południowych dzielnicach Pruszkowa. Ciek wodny odprowadza w dni deszczowe wody opadowe z Alej Jerozolimskich będących częścią drogi wojewódzkiej nr 719, pod którą dwukrotnie przepływa w miejscach o współrzędnych 52°10′26,8″N 20°51′31,3″E/52,174111 20,858694 i 52°10′34,9″N 20°52′04,9″E/52,176361 20,868028.
Miejscowości nad Regułką:
- Opacz-Kolonia,
- Reguły,
- Pruszków Tworki, Malichy